# Akmačići (Nova Varoš)
Akmačići (Servisch: Акмачићи) is een plaats in de Servische gemeente Nova Varoš. De plaats telt 420 inwoners (2002).